# Bahnstrecke Antofagasta–La Paz
| Güterzug mit Schwefelsäure-Kesselwagen und Flachwagen mit Kupferplatten auf dem Cumbre-Pass |                                     |                                             |                                             |
| Karte der Eisenbahn von Antofagasta nach Bolivien |                                     |                                             |                                             |
| Streckenlänge: | 1152 km                             |                                             |                                             |
| Spurweite: | 762 mm, ab 1928 durchgehend 1000 mm |                                             |                                             |
| Maximale Neigung: | 33 ‰                                |                                             |                                             |
| Minimaler Radius: | 122 m                               |                                             |                                             |
| Zweigleisigkeit: | nein                                |                                             |                                             |
| |                                     |                                             |                                             |
| \| \| \| zum Hafen Mejillones \| \| \| \| 0,0 \| Antofagasta \| 3 m \| \| \| 4,1 \| Playa Blanca \| 62 m \| \| \| 13,9 \| Sargento Aldea \| 296 m \| \| \| 20,2 \| La Negra \| 405 m \| \| \| 29,4 \| Portezuelo \| 553 m \| \| \| 35,5 \| O’Higgins \| 550 m \| \| \| \| Bahnstrecke Salta–Antofagasta (Argentinien) \| \| \| \| 37,0 \| Uribe \| 583 m \| \| \| \| vom Hafen Mejillones \| \| \| \| 58,6 \| Prat \| 700 m \| \| \| 70,0 \| Latorre \| 783 m \| \| \| 82,9 \| Cuevitas \| Cuevitas \| \| \| \| Linea Central Norte \| \| \| \| 96,0 \| Baquedano \| 1010 m \| \| \| \| Linea Central Norte \| \| \| \| 108,7 \| Cerrillos \| 1164 m \| \| \| 116,5 \| El Buitre \| 1234 m \| \| \| 120,1 \| Santa Rosa \| 1266 m \| \| \| 121,9 \| Carmen Alto \| 1287 m \| \| \| 127,9 \| Salinas \| 1341 m \| \| \| 132,1 \| Peineta \| 1353 m \| \| \| 136,1 \| Central \| 1368 m \| \| \| 143,3 \| Pampa Unión \| 1411 m \| \| \| 148,0 \| Placilla \| 1431 m \| \| \| 153,4 \| Solitario \| 1470 m \| \| \| 161,5 \| La Noria \| 1540 m \| \| \| 165,3 \| Rebosadero \| 1606 m \| \| \| \| Anschluss Minera Sierra Gordo \| \| \| \| 170,4 \| Sierra Gorda \| 1623 m \| \| \| 178,9 \| Cochrane \| 1710 m \| \| \| \| Anschluss Minera Spence \| \| \| \| 204,9 \| Cerritos Bayos \| 2142 m \| \| \| 238,2 \| Calama \| 2265 m \| \| \| 252,9 \| San Salvador \| 2467 m \| \| \| \| Anschluss Mina Sur \| \| \| \| 269,3 \| Cere \| 2641 m \| \| \| \| \| \| \| \| \| Conchi \| \| \| \| \| Loa-Viadukt bis 1914 \| \| \| \| 299,2 \| Conchi \| 3015 m \| \| \| \| \| \| \| \| 312,2 \| San Pedro \| 3223 m \| \| \| 339,7 \| Polapi \| 3372 m \| \| \| 366,0 \| Ascotán \| 3956 m \| \| \| 387,3 \| Cebollar \| 3729 m \| \| \| 402,4 \| Carcote \| 3802 m \| \| \| 411,9 \| San Martin \| 3688 m \| \| \| 440,0 \| Ollagüe \| 3696 m \| \| \| \| nach Ugina (Minera Collahuasi) \| \| \| \| \| Chile/Bolivien \| \| \| \| 445,5 \| Avaroa \| Avaroa \| \| \| 469,86 \| Chiguana \| 3678 m \| \| \| 515,8 \| Julaca \| 3658 m \| \| \| \| Anschlussgleis Minera San Cristóbal \| \| \| \| 545,6 \| Río Grande \| 3658 m \| \| \| \| Vinto K \| \| \| \| \| Bahnstrecke Uyuni–Salta (Argentinien) \| \| \| \| 610,4 \| Uyuni \| 3659 m \| \| \| \| Bahnstrecke Uyuni–Huanchaca \| \| \| \| \| Colchani \| \| \| \| 659,4 \| Chita \| 3745 m \| \| \| \| Río Salado \| \| \| \| \| Río Mulato \| \| \| \| \| Río Mulato \| \| \| \| \| Bahnstrecke Río Mulatos–Sucre \| \| \| \| \| Santiago de Larco \| \| \| \| 760,9 \| Sevaruyo \| 3745 m \| \| \| \| Condo \| \| \| \| \| Yucasa \| \| \| \| \| nach Santiago de Huari \| \| \| \| 813,3 \| Challapata \| 3706 m \| \| \| \| Pazña \| \| \| \| 876,3 \| Poopó \| 3709 m \| \| \| \| Bahnstrecke Machacarmarca–Uncía \| \| \| \| \| Machacarmarca mit Eisenbahnmuseum[Anm. 1] \| \| \| \| \| Circunvalación \| \| \| \| \| Anschuss Empresa Metalúrgica Vinto \| \| \| \| 924,2 \| Oruro \| 3694 m \| \| \| \| Jacha Flores \| \| \| \| \| Calle Beni \| \| \| \| \| Avenida al Valle \| \| \| \| \| YPFB \| \| \| \| \| Casco del Minero \| \| \| \| \| Bahnstrecke Oruro–Alquile \| \| \| \| 980,0 \| Eucaliptus \| 3724 m \| \| \| \| Chijmuni \| \| \| \| 1040,0 \| Patacamaya \| 3785 m \| \| \| \| Viscachani \| \| \| \| 1100,0 \| Ingavi \| 3869 m \| \| \| \| Bahnstrecke Arica–La Paz \| \| \| \| \| Bahnstrecke La Paz–Guaqui \| \| \| \| 1120,0 \| Viacha \| 3851 m \| \| \| \| \| \| \| \| \| Aduana (La Paz) \| \| \| \| 1152 \| La Paz \| 3689 m \| |                                     |                                             |                                             |
| Strecke |                                     | zum Hafen Mejillones                        | zum Hafen Mejillones                        |
| Bahnhof | 0,0                                 | Antofagasta                                 | 3 m                                         |
| ehemaliger Bahnhof | 4,1                                 | Playa Blanca                                | 62 m                                        |
| ehemaliger Bahnhof | 13,9                                | Sargento Aldea                              | 296 m                                       |
| Bahnhof | 20,2                                | La Negra                                    | 405 m                                       |
| Bahnhof | 29,4                                | Portezuelo                                  | 553 m                                       |
| Bahnhof | 35,5                                | O’Higgins                                   | 550 m                                       |
| Abzweig geradeaus, nach rechts und von rechts |                                     | Bahnstrecke Salta–Antofagasta (Argentinien) | Bahnstrecke Salta–Antofagasta (Argentinien) |
| Bahnhof | 37,0                                | Uribe                                       | 583 m                                       |
| Abzweig geradeaus, nach links und von links |                                     | vom Hafen Mejillones                        | vom Hafen Mejillones                        |
| Bahnhof | 58,6                                | Prat                                        | 700 m                                       |
| Bahnhof | 70,0                                | Latorre                                     | 783 m                                       |
| Bahnhof | 82,9                                | Cuevitas                                    | Cuevitas                                    |
| Abzweig geradeaus und von rechts |                                     | Linea Central Norte                         | Linea Central Norte                         |
| Bahnhof | 96,0                                | Baquedano                                   | 1010 m                                      |
| Abzweig geradeaus und nach links |                                     | Linea Central Norte                         | Linea Central Norte                         |
| Bahnhof | 108,7                               | Cerrillos                                   | 1164 m                                      |
| ehemaliger Bahnhof | 116,5                               | El Buitre                                   | 1234 m                                      |
| ehemaliger Bahnhof | 120,1                               | Santa Rosa                                  | 1266 m                                      |
| Bahnhof | 121,9                               | Carmen Alto                                 | 1287 m                                      |
| Bahnhof | 127,9                               | Salinas                                     | 1341 m                                      |
| ehemaliger Bahnhof | 132,1                               | Peineta                                     | 1353 m                                      |
| ehemaliger Bahnhof | 136,1                               | Central                                     | 1368 m                                      |
| Bahnhof | 143,3                               | Pampa Unión                                 | 1411 m                                      |
| ehemaliger Bahnhof | 148,0                               | Placilla                                    | 1431 m                                      |
| ehemaliger Bahnhof | 153,4                               | Solitario                                   | 1470 m                                      |
| ehemaliger Bahnhof | 161,5                               | La Noria                                    | 1540 m                                      |
| ehemaliger Dienststation / Betriebs- oder Güterbahnhof | 165,3                               | Rebosadero                                  | 1606 m                                      |
| Abzweig geradeaus und nach links |                                     | Anschluss Minera Sierra Gordo               | Anschluss Minera Sierra Gordo               |
| Bahnhof | 170,4                               | Sierra Gorda                                | 1623 m                                      |
| Bahnhof | 178,9                               | Cochrane                                    | 1710 m                                      |
| Abzweig geradeaus, nach links und von links |                                     | Anschluss Minera Spence                     | Anschluss Minera Spence                     |
| Bahnhof | 204,9                               | Cerritos Bayos                              | 2142 m                                      |
| Bahnhof | 238,2                               | Calama                                      | 2265 m                                      |
| Bahnhof | 252,9                               | San Salvador                                | 2467 m                                      |
| Abzweig geradeaus, nach links und von links |                                     | Anschluss Mina Sur                          | Anschluss Mina Sur                          |
| Bahnhof | 269,3                               | Cere                                        | 2641 m                                      |
| Strecke von links (außer Betrieb) · Abzweig geradeaus und ehemals nach rechts |                                     |                                             |                                             |
| Bahnhof (Strecke außer Betrieb) · Strecke |                                     | Conchi                                      | Conchi                                      |
| Brücke über Wasserlauf (Strecke außer Betrieb) · Strecke |                                     | Loa-Viadukt bis 1914                        | Loa-Viadukt bis 1914                        |
| Strecke (außer Betrieb) · Bahnhof | 299,2                               | Conchi                                      | 3015 m                                      |
| Strecke nach links (außer Betrieb) · Abzweig geradeaus und ehemals von rechts |                                     |                                             |                                             |
| Bahnhof | 312,2                               | San Pedro                                   | 3223 m                                      |
| ehemaliger Bahnhof | 339,7                               | Polapi                                      | 3372 m                                      |
| Bahnhof | 366,0                               | Ascotán                                     | 3956 m                                      |
| Bahnhof | 387,3                               | Cebollar                                    | 3729 m                                      |
| ehemaliger Bahnhof | 402,4                               | Carcote                                     | 3802 m                                      |
| Bahnhof | 411,9                               | San Martin                                  | 3688 m                                      |
| Bahnhof | 440,0                               | Ollagüe                                     | 3696 m                                      |
| Abzweig geradeaus und nach links |                                     | nach Ugina (Minera Collahuasi)              | nach Ugina (Minera Collahuasi)              |
| Grenze |                                     | Chile/Bolivien                              | Chile/Bolivien                              |
| Bahnhof | 445,5                               | Avaroa                                      | Avaroa                                      |
| ehemaliger Bahnhof | 469,86                              | Chiguana                                    | 3678 m                                      |
| Bahnhof | 515,8                               | Julaca                                      | 3658 m                                      |
| Abzweig geradeaus, nach rechts und von rechts |                                     | Anschlussgleis Minera San Cristóbal         | Anschlussgleis Minera San Cristóbal         |
| Bahnhof | 545,6                               | Río Grande                                  | 3658 m                                      |
| Bahnhof |                                     | Vinto K                                     | Vinto K                                     |
| Abzweig geradeaus und von rechts |                                     | Bahnstrecke Uyuni–Salta (Argentinien)       | Bahnstrecke Uyuni–Salta (Argentinien)       |
| Bahnhof | 610,4                               | Uyuni                                       | 3659 m                                      |
| Abzweig geradeaus und ehemals nach rechts |                                     | Bahnstrecke Uyuni–Huanchaca                 | Bahnstrecke Uyuni–Huanchaca                 |
| Bahnhof |                                     | Colchani                                    | Colchani                                    |
| Bahnhof | 659,4                               | Chita                                       | 3745 m                                      |
| Brücke über Wasserlauf |                                     | Río Salado                                  | Río Salado                                  |
| Brücke über Wasserlauf |                                     | Río Mulato                                  | Río Mulato                                  |
| Bahnhof |                                     | Río Mulato                                  | Río Mulato                                  |
| Abzweig geradeaus, nach rechts und von rechts |                                     | Bahnstrecke Río Mulatos–Sucre               | Bahnstrecke Río Mulatos–Sucre               |
| ehemaliger Bahnhof |                                     | Santiago de Larco                           | Santiago de Larco                           |
| Bahnhof | 760,9                               | Sevaruyo                                    | 3745 m                                      |
| ehemaliger Bahnhof |                                     | Condo                                       | Condo                                       |
| Bahnhof |                                     | Yucasa                                      | Yucasa                                      |
| Abzweig geradeaus und von rechts |                                     | nach Santiago de Huari                      | nach Santiago de Huari                      |
| Bahnhof | 813,3                               | Challapata                                  | 3706 m                                      |
| ehemaliger Bahnhof |                                     | Pazña                                       | Pazña                                       |
| Bahnhof | 876,3                               | Poopó                                       | 3709 m                                      |
| Abzweig geradeaus und von rechts |                                     | Bahnstrecke Machacarmarca–Uncía             | Bahnstrecke Machacarmarca–Uncía             |
| Bahnhof |                                     | Machacarmarca mit Eisenbahnmuseum           | Machacarmarca mit Eisenbahnmuseum           |
| Bahnhof |                                     | Circunvalación                              | Circunvalación                              |
| Abzweig geradeaus, nach rechts und von rechts |                                     | Anschuss Empresa Metalúrgica Vinto          | Anschuss Empresa Metalúrgica Vinto          |
| Bahnhof | 924,2                               | Oruro                                       | 3694 m                                      |
| Haltepunkt / Haltestelle |                                     | Jacha Flores                                | Jacha Flores                                |
| Haltepunkt / Haltestelle |                                     | Calle Beni                                  | Calle Beni                                  |
| Haltepunkt / Haltestelle |                                     | Avenida al Valle                            | Avenida al Valle                            |
| Haltepunkt / Haltestelle |                                     | YPFB                                        | YPFB                                        |
| Haltepunkt / Haltestelle |                                     | Casco del Minero                            | Casco del Minero                            |
| Abzweig geradeaus und ehemals nach rechts |                                     | Bahnstrecke Oruro–Alquile                   | Bahnstrecke Oruro–Alquile                   |
| Dienststation / Betriebs- oder Güterbahnhof | 980,0                               | Eucaliptus                                  | 3724 m                                      |
| Dienststation / Betriebs- oder Güterbahnhof |                                     | Chijmuni                                    | Chijmuni                                    |
| Dienststation / Betriebs- oder Güterbahnhof | 1040,0                              | Patacamaya                                  | 3785 m                                      |
| Dienststation / Betriebs- oder Güterbahnhof |                                     | Viscachani                                  | Viscachani                                  |
| ehemaliger Dienststation / Betriebs- oder Güterbahnhof | 1100,0                              | Ingavi                                      | 3869 m                                      |
| Abzweig geradeaus und von links |                                     | Bahnstrecke Arica–La Paz                    | Bahnstrecke Arica–La Paz                    |
| Abzweig geradeaus und von links |                                     | Bahnstrecke La Paz–Guaqui                   | Bahnstrecke La Paz–Guaqui                   |
| Betriebs-/Güterbahnhof Strecke ab hier außer Betrieb | 1120,0                              | Viacha                                      | 3851 m                                      |
| Abzweig geradeaus, nach links und von links (Strecke außer Betrieb) · Strecke von rechts (außer Betrieb) |                                     |                                             |                                             |
| Strecke (außer Betrieb) · Kopfbahnhof Streckenende (Strecke außer Betrieb) |                                     | Aduana (La Paz)                             | Aduana (La Paz)                             |
| Kopfbahnhof Streckenende (Strecke außer Betrieb) | 1152                                | La Paz                                      | 3689 m                                      |

Die Ferrocarril de Antofagasta a Bolivia ist eine schmalspurige Bahnstrecke, die die Häfen Antofagasta und Mejillones in Chile mit dem Altiplano in Bolivien verbindet.

## Verlauf

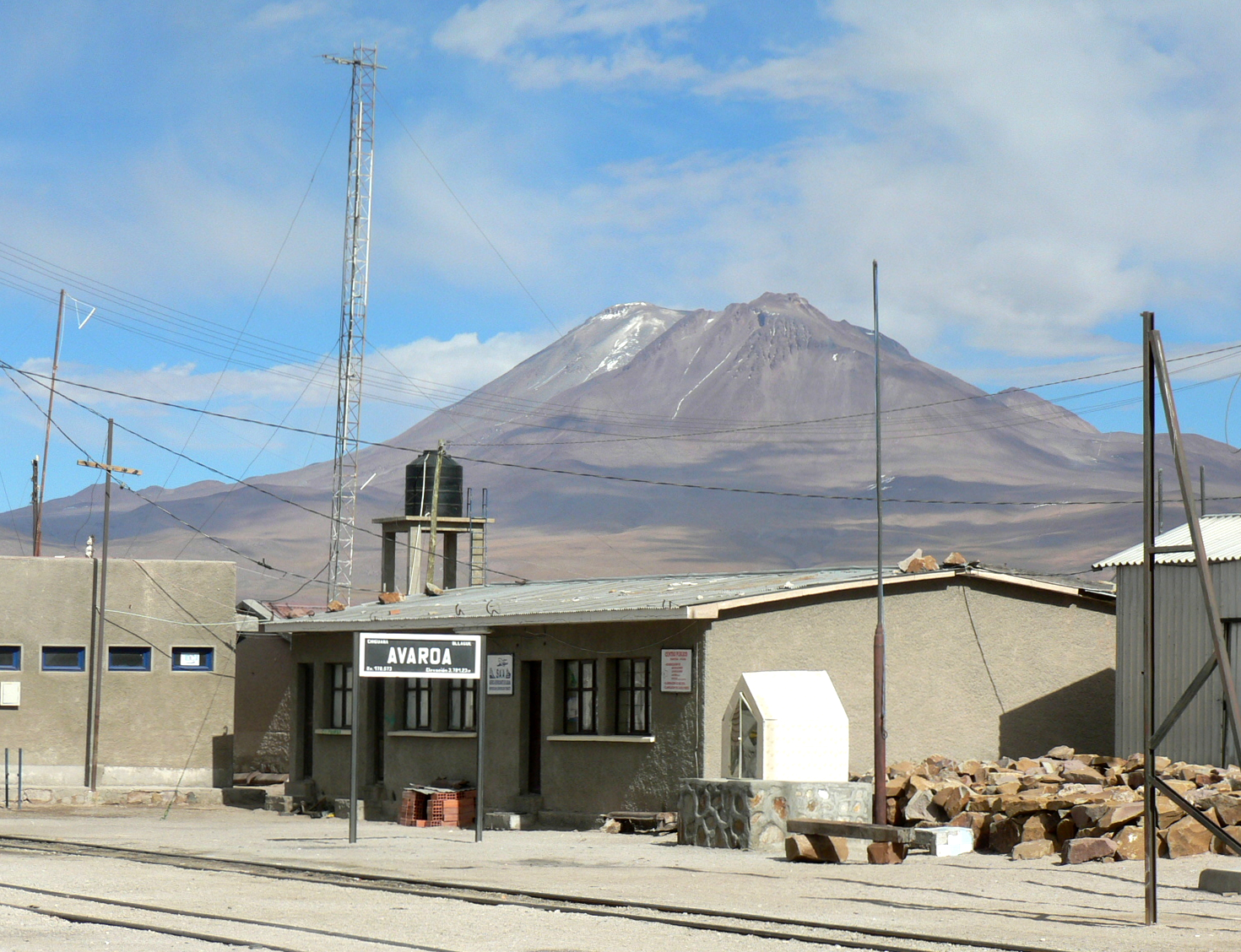
Bolivianischer Grenzbahnhof Avaroa

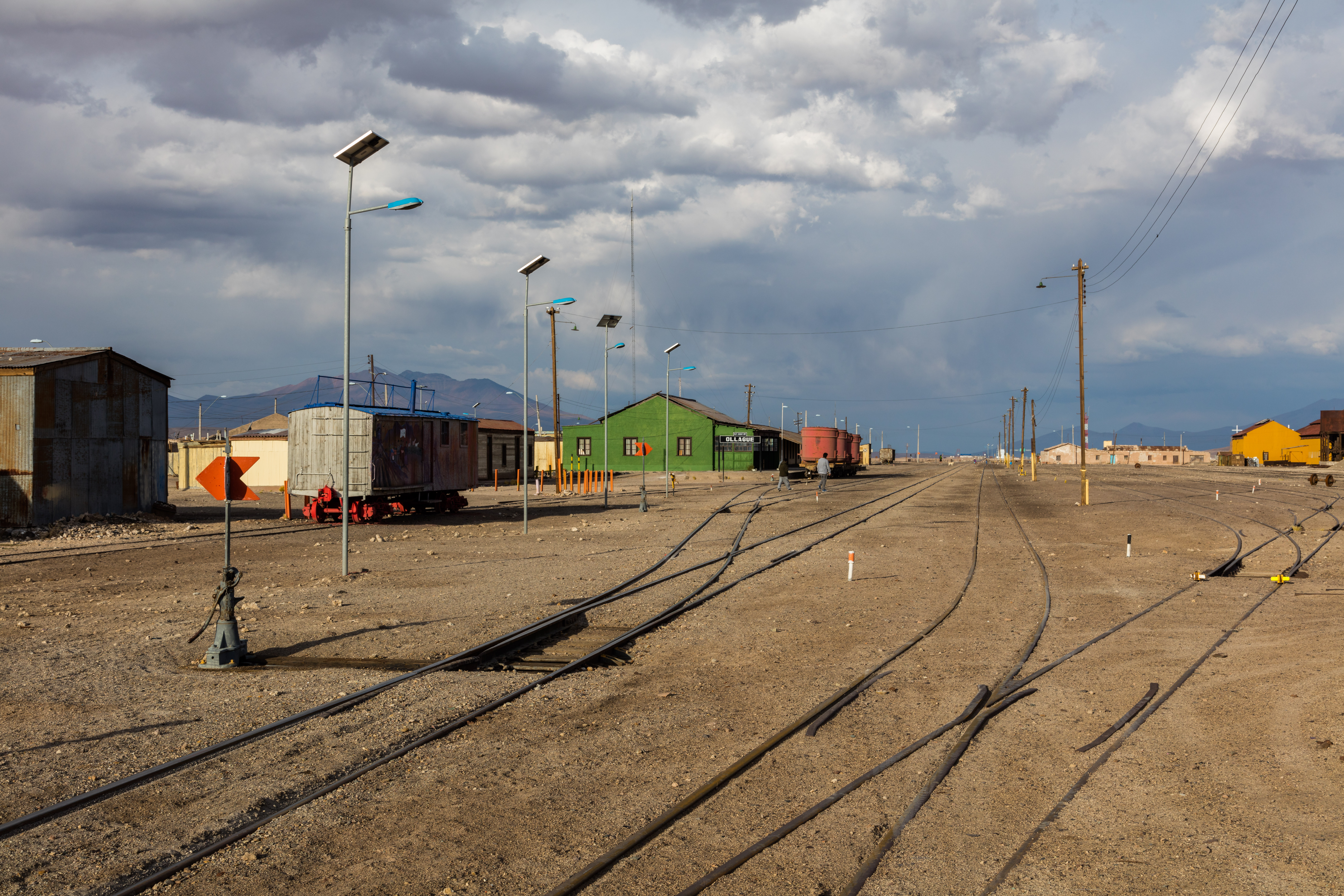
Chilenischer Grenzbahnhof Ollagüe

Die beiden Hafenstädte liegen nur wenige Meter über dem Meer. In Prat mündet die Zweigstrecke vom Hafen Mejillones ein, die über den 931 m über Meer liegenden Cumbres Pass führt. Diese Strecke wird von Schwefelsäurezügen benutzt, um Gefahrenguttransporte durch das dicht besiedelte Antofagasta zu vermeiden. In Baquedano kreuzt die Strecke die ebenfalls meterspurige Linea Central Norte, die von Süden her kommend parallel zur Küste verläuft und in Iquique die Pazifikküste erreicht.
Um das Altiplano zu erreichen, quert die Bahn zunächst die Atacama-Wüste und muss die westliche Kordillere der Anden überwinden, so dass sie am Ascotán-Pass eine Höhe von 3956 m erreicht. Der steilste Teil sind die ersten 30 km vom Hafen Antofagasta in die Anden, wo Steigungen von 33 ‰ erreicht werden, der engste Kurvenradius beträgt 122 Meter. Die Strecke führte bis 1914 über den Loa-Viadukt, damals die zweithöchste Eisenbahnbrücke der Welt.
Von Calama verläuft die Strecke weiter parallel zur Nationalstraße CH-21. Die chilenisch-bolivianische Grenze liegt schon im Abstieg der Strecke zum Altiplano auf einer Höhe von etwa 3680 m zwischen den Bahnhöfen Ollagüe (3696 m), Chile, und Avaroa, Bolivien. Die Strecke verbleibt bis La Paz immer in einer Höhe von mehr als 3600 m über Meer. Nach der Staatsgrenze führt die Strecke durch den Altiplano über Uyuni nach Oruro mit Steigungen von nur noch maximal 10 ‰. Nur in den letzten Kilometern zwischen Viacha und La Paz gab es nochmals Steigungen von 24 ‰. Dieser Abschnitt wird nicht mehr befahren.
Eine Reihe von Stichbahnen, und Anschlüssen in Bergbaugebiete ergänzen die Hauptstrecke:
- In Ollagüe zweigt eine Strecke ab, die das Kupferbergwerk Collahuasi anschließt und ursprünglich bis auf 4815 m Höhe führte. Bei ihrer Eröffnung 1907 war das die höchstgelegene Bahnstrecke der Welt.[4] Sie lag fünf Meter höher als der Gipfel des Mont Blanc. Diese Strecke war die einzige in Bolivien, auf der Schnee geräumt werden musste.[1] Das letzte und höchste Stück der Strecke wird nicht mehr betrieben. Die Strecke endet heute in Ugina.
- Die Zweigstrecke Uyuni–Huanchaca entstand in zwei Abschnitten: Uyuni–Pulacayo (36 km) und Pulacayo–Huanchaca (12 km). Der zweite Abschnitt erforderte einen Tunnel von fast 3 km Länge. Die Strecke wird nicht mehr betrieben.
- Letzter Neubau war ein 2008 in Betrieb genommenes 65 km langes Anschlussgleis der Minera San Cristóbal. Der Anschlusspunkt liegt beim Bahnhof Río Grande. Hier werden täglich etwa 1300 Tonnen Zink-Silber-Konzentrat und 300 Tonnen Blei-Silber-Konzentrat abgefahren, was etwa die Hälfte des Transportvolumens der Strecke ausmacht.[5]

Die Bahn verkehrt in einem Gebiet, in dem fast keine Niederschläge fallen. Zu Zeiten des Dampfbetriebs musste die Bahn deshalb ein umfangreiches Netz von Speicherseen und Leitungen bauen, um über ausreichend Wasser für den Betrieb der Dampflokomotiven zu verfügen. Die Bahngesellschaft versorgt mit diesen Anlagen zudem Antofagasta bis heute mit Wasser.

## Geschichte

### Anfänge
Zur Zeit der ersten Bahnbauten in der Gegend, gehörte Antofagasta und die Pazifikküste noch zu Bolivien. 1872 erteilte die bolivianische Regierung der Melbourne Clarke & Co eine Konzession zum Bau einer Eisenbahn, die das von der Gesellschaft geförderte Nitratsalz aus dem Hinterland in den Hafen transportieren sollte. Die Eisenbahn wurde als Antofagasta Nitrate & Railway Company gegründet und begann mit dem Bahnbau 1873. Die erste Teilstrecke eröffnete noch im selben Jahr mit Zügen, die von Maultieren gezogen wurden. Dampflokomotiven standen ab 1876 zur Verfügung. 1877 erreichte die Bahn Calama. Sie wurde mit der Spurweite von 762 mm errichtet. Ein festgelegtes Lichtraumprofil kennt die Bahn nicht.
1879 brach der Salpeterkrieg aus, woraufhin Chile die Region um Antofagasta besetzte, die auch nach dem Waffenstillstand von 1884 (Vertrag von Valparaíso) – bis heute – bei Chile verblieb.

### Die 762-mm-Bahn

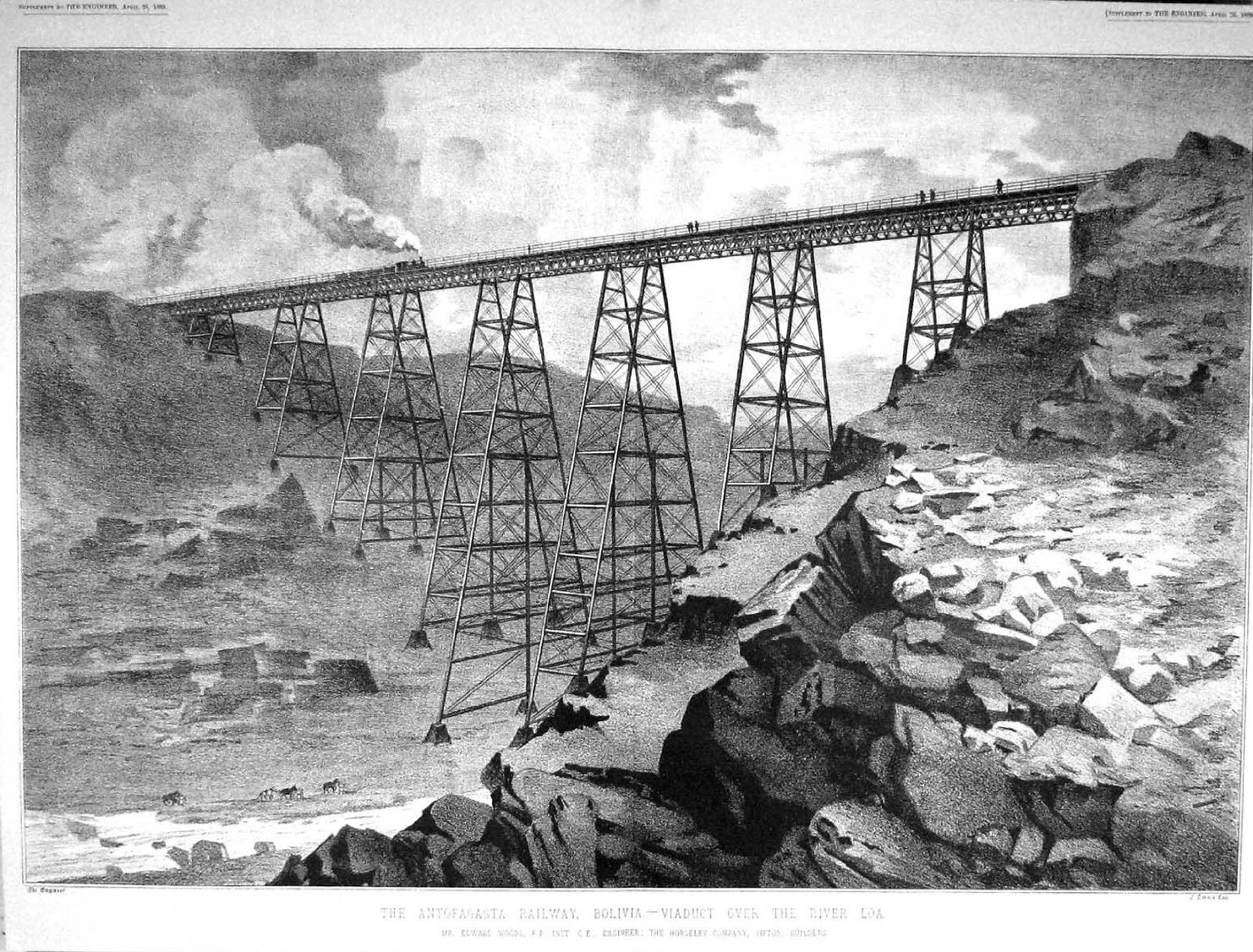
Loa-Viadukt bei Conchi

1885 unterzeichneten die bolivianische Huanchaca-Gesellschaft und die chilenische Salitres y Ferrocarril de Antofagasta einen Vertrag über den Ausbau der Bahn bis zu den Bergwerken der Gesellschaft. Gemäß dieser Vereinbarung lieferte die Salitres y Ferrocarril de Antofagasta Ausrüstung und Maschinen, während die Huanchaca 2,6 Millionen Pesos bereitstellte. Für den Betrieb sollte eine unabhängige Gesellschaft gegründet werden, die Huanchaca Vorzugstarife erhalten. Widerstand gegen die Bahn kam aus Bolivien, wo befürchtet wurde, die Bahn diene eher dem chilenischen Militär, als dass dahinter wirtschaftliche Interessen stünden. Gleichwohl genehmigte Bolivien mit Gesetz vom 19. Juli 1887 den Bau der Strecke bis Oruro. Als der Streckenvortrieb 1887 die Grenze erreichte, konnten sich die Unternehmen jedoch nicht einigen. Um in dieser Situation weiter zu kommen, kaufte die Huanchaca-Gesellschaft mit Hilfe eines Kredits die Eisenbahn von den britischen Investoren der Salitres y Ferrocarril de Antofagasta. Auf dieser Grundlage wurde die Antofagasta (Chili) Bolivia Railway Co. Ltd. (FCAB) am 28. November 1888 in London gegründet, die die Strecke künftig betrieb. 1889 war sie von Antofagasta bis Uyuni (612 km) fertiggestellt und hatte 2,2 Mio. £ gekostet.
1892 ging die Verlängerung der Stammstrecke von Uyuni bis nach Oruro (314 km) in Betrieb. Die Eisenbahn Antofagasta–Oruro übernahm fast den kompletten bolivianischen Außenhandel, der zuvor überwiegend über Salta, Argentinien, abgewickelt worden war. Ab 1903 gelangte die Bahn wieder unter Kontrolle von englischen Finanziers. Der Güterverkehr hatte mittlerweile so zugenommen, dass er vom Hafen in Antofagasta nicht mehr bewältigt werden konnte. 1906 wurde deshalb ein neuer Hafen in Mejillones gebaut, der mit einer Bahnstrecke über den 930 m hohen Cumbre Pass an die Stammstrecke angeschlossen wurde.
Das gesamte 762 mm-Netz der FCAB hatte bei seiner größten Ausdehnung eine Länge von 1537 km.
Die bolivianische Regierung unterstützte finanziell den Bahnbau von Oruro nach La Paz. 1908 wurde von der Bolivia Railway Company die 202 km lange Strecke bis Viacha fertiggestellt, die letzten 35 km bis La Paz, die technisch wegen eines starken Gefälles im Gelände sehr aufwändig waren, folgten 1917. Diese Strecke wurde allerdings in Meterspur gebaut, aber an die FCAB verpachtet. In Oruro trafen die 762 mm-Spur und die Meterspur aufeinander, so dass hier alle durchgehenden Güter umgeladen werden mussten.

### Meterspur
Das 762 mm-Netz der FCAB war nun von mehreren meterspurigen Bahnen umgeben, was besonders im durchgehenden Güterverkehr erheblichen Aufwand verursachte. Der Vorstand der FCAB beschloss deshalb 1913, die von der Gesellschaft betriebenen 762 mm-Strecken auf Meterspur umzuspuren. Dies erfolgte abschnittweise. Der erste Abschnitt in der neuen Spurweite war die 1916 umgespurte Strecke Uyuni–Oruro. Der Erste Weltkrieg verzögerte das Projekt, so dass die Umspurung erst im Juli 1928 ihren Abschluss fand. Das Rollmaterial wurde in der eigenen Werkstätte in Mejillones umgebaut. Betroffen waren 61 Lokomotiven, 103 Personenwagen und 2140 Güterwagen. In der Übergangszeit wurden in den Bahnhöfen, in denen die unterschiedlichen Spurweiten aufeinandertrafen, die Drehgestelle durchgehend verkehrender Güterwagen umgespurt. Einige Zweigstrecken und Anschlussbahnen wurden aber nie umgespurt und bis in die 1960er Jahre in 762 mm Spur weiter betrieben, bevor sie aufgegeben wurden.
1964 erfolgte die Verstaatlichung eines großen Teils der Eisenbahnen in Bolivien, die dann die zugleich gegründete nationale staatliche Eisenbahngesellschaft Empresa Nacional de Ferrocarriles del Estado (ENFE) betrieben. (Einzelheiten zur Verstaatlichung siehe: hier.) Das betraf auch den in Bolivien gelegenen Abschnitt der FCAB. In den frühen 1970er Jahren prüfte die chilenische Regierung die Verstaatlichung des in Chile gelegenen Abschnitts, ohne das aber umzusetzen. 1982 übernahm der Bergbaukonzern Antofagasta plc den chilenischen Abschnitt.
1995 wurde die Bahn in Bolivien wieder privatisiert, wobei der Staat das Eigentum an der Eisenbahninfrastruktur behielt und an Betreiber verpachtete. Die Strecke La Paz–chilenische Grenze übernahm die Empresa Ferroviaria Andina S. A. (FCA). (Einzelheiten dazu hier.)

## Verkehr

### Güterverkehr
Die Bahnstrecke dient hauptsächlich dem Transport von Bergbauprodukten. Den größten Anteil haben Kupfer und Schwefelsäure.
Bis zum Ersten Weltkrieg spielten Nitratsalze eine wichtige Rolle, mit denen auch Sprengstoffe hergestellt wurden. Der Eisenbahnverkehr von Bolivien zu den Häfen in Nordchile verlor zwischenzeitlich an Bedeutung und hat erst 2008 durch die Eröffnung des Blei-, Zink- und Silber-Bergwerks bei San Cristóbal wieder an Bedeutung gewonnen.

### Personenverkehr
Reisenden wurde anfangs ein Zug, der zwischen La Paz und Antofagasta verkehrte und auch Schlaf- und Speisewagen führte, geboten. Es war einer der wenigen hochwertigen Reisezüge auf 762 mm-Spur. Der Zug trug den Namen International und verkehrte auch nach der Umspurung auf Meterspur weiter. Er wurde später durch Triebwagen abgelöst, dann gänzlich eingestellt.
Die FCA bietet keinen Personenverkehr mehr an.

## Lokomotiven

### Dampf

#### 762mm

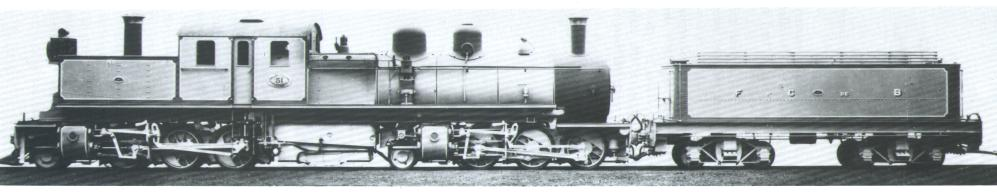
Dampflokomotive Bauart Meyer von Beyer-Peacock für die Meterspur, erbaut 1913, im Einsatz bei der FCB

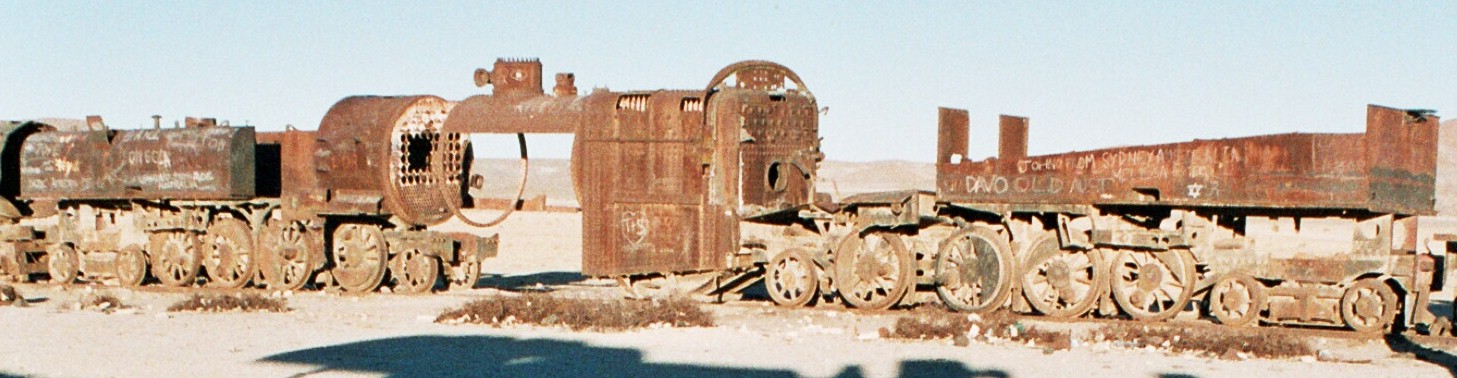
Überreste einer (2'D1')(1'D2') Garratt-Lokomotive von 1928 auf dem Eisenbahnfriedhof Uyuni

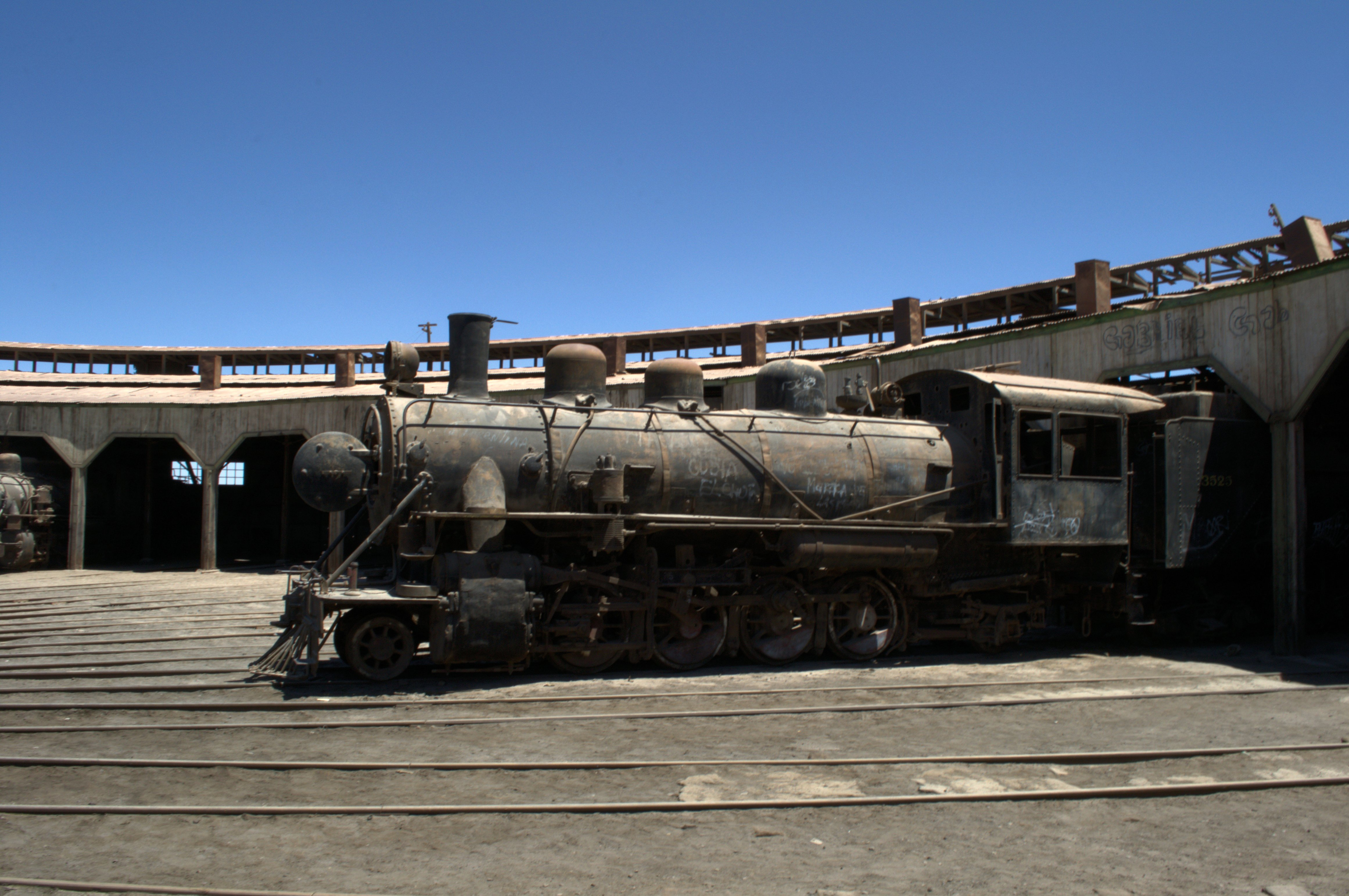
Lokomotive im Museum in Baquedano

Die Bahn nahm den Betrieb mit einer kleinen Flotte von 2’C-Lokomotiven auf, die von Robert Stephenson & Co. gebaut wurden. 1884 lieferte der gleiche Hersteller zwei Verbunddampflokomotiven nach dem System Webb mit der ungewöhnlichen Bauart 2'AB1't h2n1v. Zwei außenliegende Hochdruckzylinder trieben die beiden gekuppelten Achsen an, während der innenliegende Niederdruckzylinder die einzelne Achse antrieb. Die beiden Triebwerke waren nicht miteinander gekuppelt, so dass diese Lokomotiven zum Schleudern neigten.
Nach der Übernahme der Eisenbahn durch die Compañia de Huanchaca de Bolivia beschaffte diese 1889 bei den Baldwin Locomotive Works eine Serie von 1’C-Maschinen. 1890 folgte eine 1'B1' mit Außenrahmen – die erste dieser Bauart auf der FCAB und die erste Schmalspurlokomotive mit Außenrahmen von Baldwin. Die Verwendung von Außenrahmen erlaubte den Bau von größeren Lokomotiven. 1892 folgten Modelle der Bauart 1’D, von denen bis 1911 über 120 bei verschiedenen britischen und US-amerikanischen Lokomotivfabriken gekauft wurden. Die letzten Maschinen mit dieser Achsanordnung waren die in Großbritannien bei der North British Locomotive Company gebauten Nummern 153 bis 160.
Die FCAB begann, schwerere Schienen zu verlegen, so dass größere Lokomotiven eingesetzt werden konnten, die sowohl von Baldwin als auch von anderen US-amerikanischen Herstellern kamen. Nachdem die Bahn wieder aus England geführt wurde, kamen erneut Lokomotiven aus Großbritannien. Es zeigte sich schnell, dass diese Lokomotiven weniger robust und schwieriger zu reparieren waren als ihre amerikanischen Gegenstücke. Allerdings zeigten Versuche, dass die britischen Lokomotiven eine bessere Dampfleistung erbrachten als die amerikanischen. Die dadurch resultierenden Brennstoffeinsparungen machten den teureren Unterhalt mehr als wett.
1912 folgte eine der schwersten Lokomotiven, die je für 762 mm–Spurweite gebaut wurde: eine (1’C)(C1')t–Dampflokomotive Bauart Meyer. Nach der Entscheidung von 1913, die Strecke auf Meterspur umzuspuren, kam es nicht mehr zu Neuanschaffungen in der Spurweite 762 mm.

#### Meterspur
Die Entwicklung der Meterspurlokomotiven für die Bahn folgte den 762 mm-Spur-Lokomotiven, so dass 1913 sechs Meyer-Lokomotiven von Beyer-Peacock für Meterspur gekauft wurden. Bis 1928 wurden auch viele der Lokomotiven für 762 mm-Spur auf die größere Spurweite umgespurt und weitere Garratt-Lokomotiven der Bauart (2'D1')(1'D2') geliefert. Nach dem Zweiten Weltkrieg wurden bei der Vulcan Foundry in England neben weiteren Beyer-Garratts noch 1954 eine Serie von 2'D1'-Lokomotiven bestellt.

### Diesel

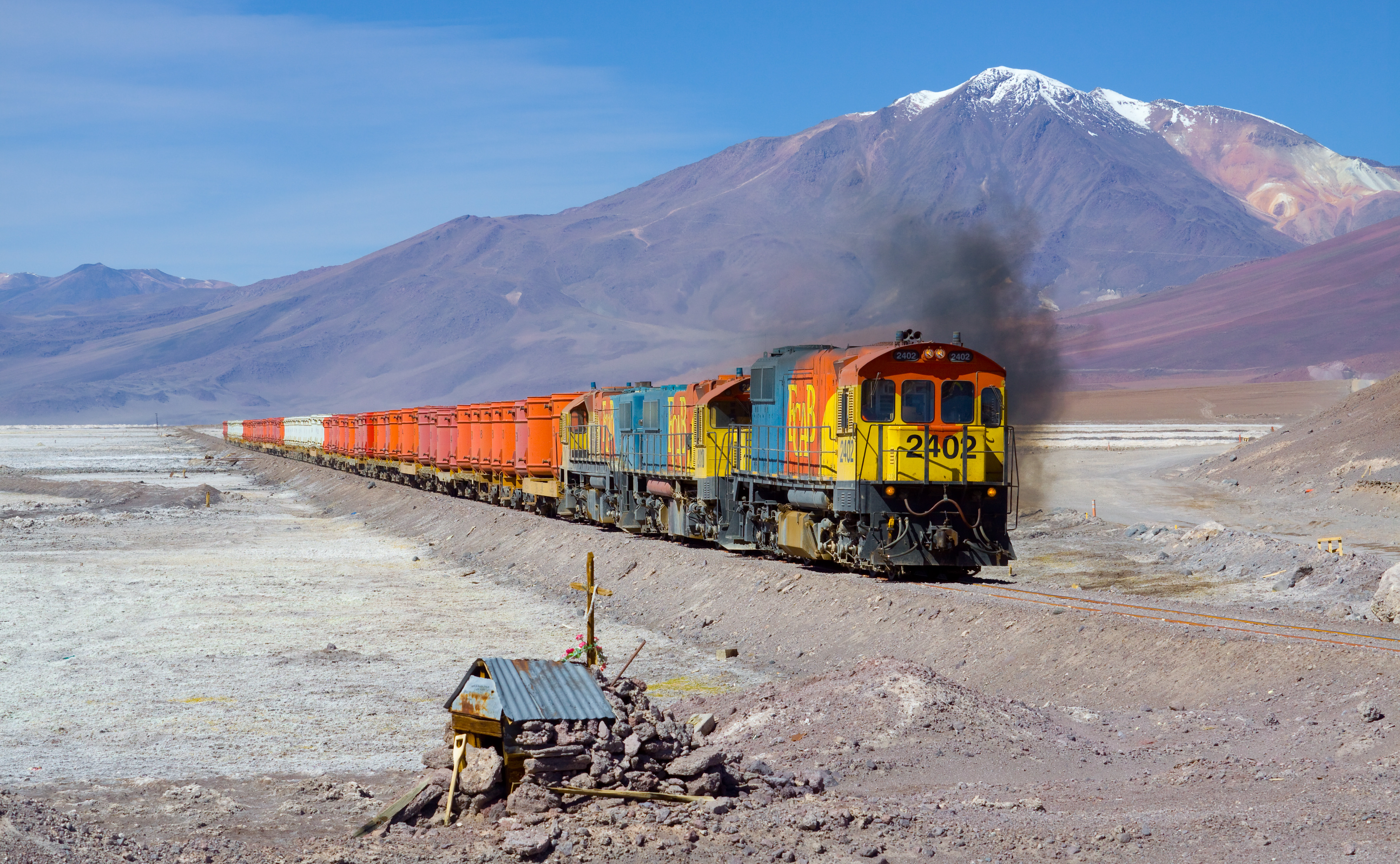
EMD GR12 2402, EMD/Clyde GL26C-2 2010 und EMD/Clyde GL26C-2 2005 queren die Salztonebene Salar de Ascotán, mit dem Cerro del Azufre im Hintergrund

Die Bahn begann den Dieselbetrieb 1958 mit dem Kauf von vier Occasions-Davenport 44ton-Dieselloks, aber es verkehrten noch 20 Jahre später Dampflokomotiven. Die meisten der rund 60 Diesellokomotiven wurden gebraucht von anderen Bahnen gekauft. Aus Australien stammten mehrere Lokomotiven der Queensland Rail, die bei Clyde Engineering, Sydney, nach einer Lizenz von EMD gebaut worden waren. Weitere EMD-Lokomotiven kamen von der durch die Canadian National Railway betriebenen Newfoundland Railway, die ihren Betrieb 1988 einstellte.